# Will Eisenmann
Will Eisenmann (* 3. März 1906 in Stuttgart; † 20. August 1992 in Schwarzenberg LU) war ein deutscher, in der Schweiz lebender, Komponist, Theaterregisseur und Musikpädagoge.

## Leben
Will Eisenmann studierte zunächst Kunstgeschichte sowie Philosophie und von 1926 bis 1929 Musik an der Württembergischen Hochschule für Musik in Stuttgart. Er wurde Regieassistent an den Württembergischen Staatstheatern und der Staatsoper Wiesbaden. Anfang der 1930er Jahre setzte er auf Empfehlung von Romain Rolland seine Studien in Paris bei Paul Dukas und Charles Koechlin fort und wurde anschließend am Kölner Schauspielhaus als Dramaturg und Regisseur tätig. Nach einem Aufenthalt in Spanien emigrierte er 1935 in die Schweiz und gründete private Opernstudios in Zürich und Luzern.
Will Eisenmann wurde mit seinem orchestralen Werk Sieben Bilder nach van Gogh, Haiku I-III, zwei Saxofonkonzerten sowie der Rilke-Vertonung Orpheus, Eurydike, Hermes mit Sprechstimme bekannt. Mit Vertonungen von Texten von Stefan George, Hermann Hesse, Stefan Heym, Ezra Pound, Rainer Maria Rilke, Rabindranath Tagore und japanischen Dichtern, die er mit dem renommierten Vokalensemble Zürich aufführte, erlangte er auch international Bekanntheit.
Will Eisenmann war dreimal verheiratet. Mit seiner ersten Frau Elisabeth Louis hatte er drei Söhne, mit seiner zweiten Frau Eva Westphal vier Söhne, seiner dritten Ehe mit Hannah Willi entsprang ein Sohn.

## Werke (Auswahl)

### Oper
- 1934/1935 Der König der dunklen Kammer Oper in 13 Bildern op. 12 (Tagore)

### Orchesterwerke
- 1938 7 Bilder von Vincent van Gogh, Darstellung in Musik, für Orchester
- 1945 Concerto da camera, für Altsaxophon und Streichorchester
- 1933 Die Stadt, Suite, für Streichorchester

### Bühnenwerke
- 1934 7 Gesänge aus „Gitanjali“, für hohe Stimme und Streichorchester (Tagore)
- 1936 Bethsabé drame-pantomime-oratorio en 3 scènes op. 17 (Gide)
- 1943–1945 Leonce und Lena lyrische Komödie 3 Akte op. 36 (Büchner)

## Auszeichnungen
- Emil Hertzka-Preis in Wien für die Oper „Der König der dunklen Kammer“ op. 12

## Zitate
- „Ich pflege eine farbige, polyphon-polytonale Schreibweise, welche sich einer Einordnung im üblichen Sinne entzieht, und gehöre weder einer Schule an, noch verschreibe ich mich einer der gängigen Gegenwartstendenzen. Eine intellektualistische Musikauffassung, bei der die musikalischen Wertmaßstäbe ausschließlich mathematisch-analytischer Natur sind, lehne ich ab.“ (Will Eisenmann ohne Datumsangabe; Quelle: Webseite über Will Eisenmann)